# Danh pháp hai phần

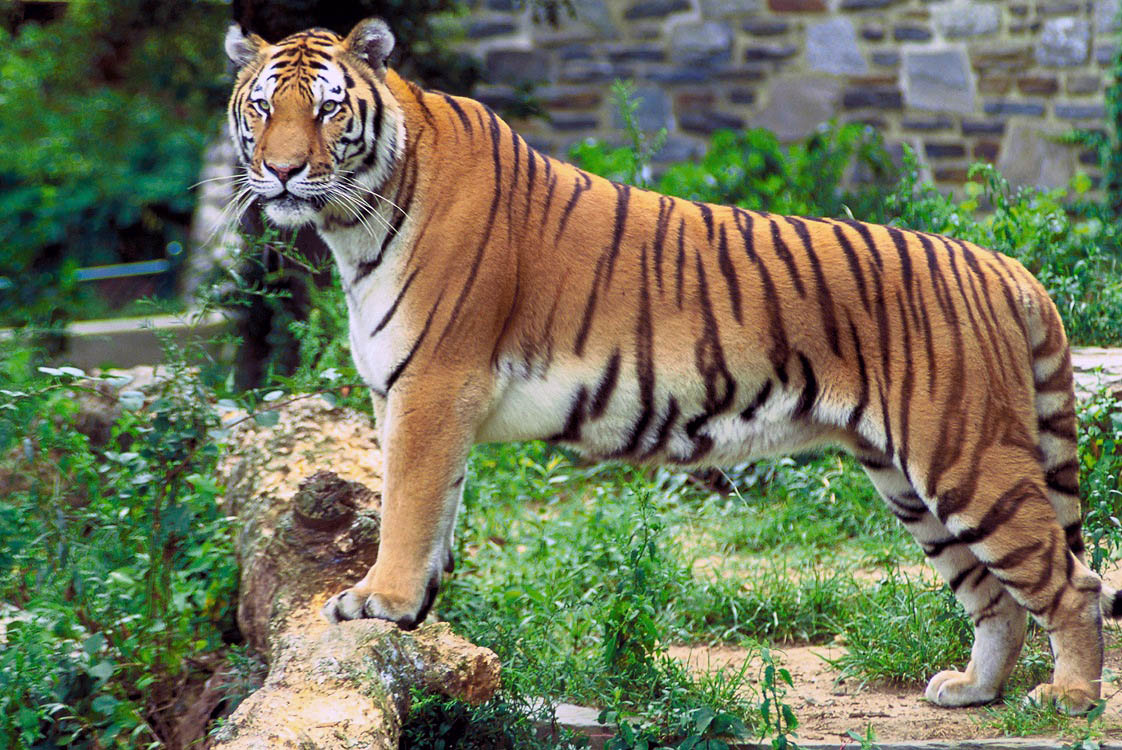
Động vật này ở Việt Nam có nhiều tên gọi khác nhau: hổ, cọp, hùm, kễnh, khái, ông ba mươi hoặc chúa sơn lâm. Nhưng nó chỉ có một tên khoa học là Panthera tigris.

Danh pháp hai phần có thể gọi là danh pháp Latinh hay tên khoa học, tên Latinh là quy định của sinh thái học về tên một loài sinh vật bằng tiếng Latinh, trong đó gồm hai từ: từ đầu tiên là tên chi và từ thứ hai là tên loài.
Danh pháp hai phần = Tên chi + Tên loài.
Ví dụ:
- Con chuột nhắt thường gặp trong nhà - theo danh pháp này - có tên là Mus musculus.
- Loài người hiện đại có tên là Homo sapiens; trong đó Homo là tên chi (nghĩa là "người"), còn sapiens là tên loài (nghĩa là thông minh hoặc tinh khôn). Trong chi "người" (homo) còn có nhiều loài khác đã tuyệt chủng như Homo erectus (người đứng thẳng), Homo habilis (người khéo léo).[1][4][5][6]

Quy định này là thống nhất trong sinh học trên toàn thế giới, nhằm để hệ thống hoá các loài và tránh nhầm lẫn. Như vậy, quy định về cách đặt tên như trên chính là một thệ thống quy tắc đặt tên trong khoa học, gọi là danh pháp, áp dụng trong lĩnh vực phân loại sinh học.

## Quy tắc

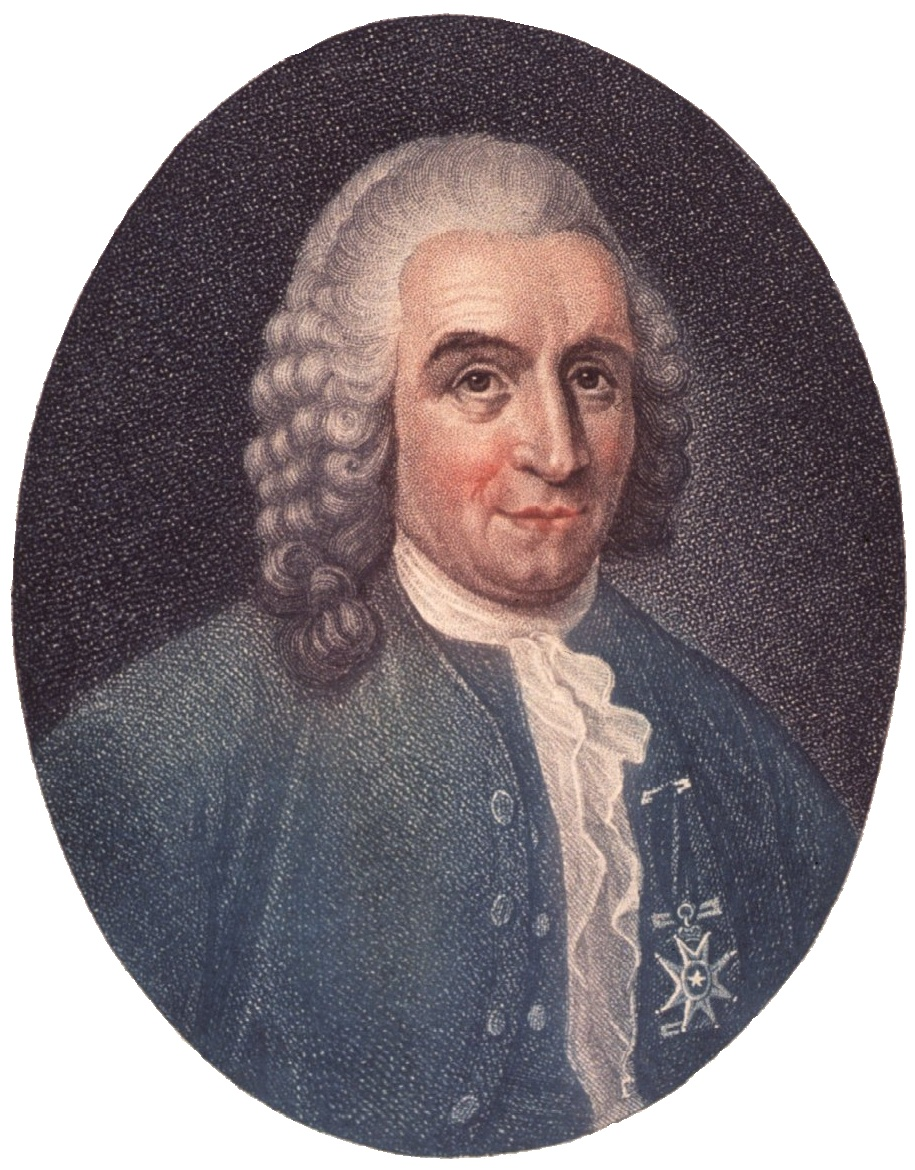
Carl von Linné (1707 - 1778).

- Người sáng lập ra cách đặt tên là Carl Linnaeus. Theo ông phải dùng tiếng Latinh để mô tả loài. Đó là quy tắc đầu tiên.
- Quy tắc thứ hai: Trong tất cả các văn bản khoa học, tên loài theo danh pháp hai phần bắt buộc phải in nghiêng.
- Tên loài theo danh pháp này còn có thể thêm "phần thứ ba" là tên người đầu tiên và năm phát hiện ra nó và đặt tên, mô tả. Phần thứ ba này thường đặt trong ngoặc đơn. Quy tắc này chỉ áp dụng trong chuyên ngành:

Danh pháp hai phần = Tên chi + Tên loài + Tên người.
Ví dụ: Brevicoryne brassicae (Linnaeus, 1758), nghĩa là loài rệp cải do Linnaeus phát hiện và đặt tên vào năm 1758.
- Đôi khi cần viết tắt thì chỉ được viết trong ngữ cảnh mà người khác có thể hiểu được đúng và chỉ được viết tắt tên phần tên chi bằng chữ cái đầu tiên, viết hoa và thêm dấu chấm, vẫn viết nghiêng. Ví dụ tên khoa học viết tắt của loài người là H. sapiens.